# 등분산성
등분산성(等分散性,homoskedasticity) 또는 동분산성(同分散性)은 수학 특히 통계학에서 모든 확률 변수가 같은 유한 분산을 가지는 성질을 가정한다.
등분산성은 분산분석(ANOVA)을 통해 서로 다른 두개 이상의 집단을 비교하고자 할때, 기본적으로 해당 집단들이 만족해야되는 조건 중 한가지로 분산이 같음을 의미하게 된다.

## 가정
등분산성(等分散性,homoskedasticity)이외의 나머지 조건으로는 독립성(Independently)과 정규성(Normally)이 있으며, 세 가지를 모두 합쳐  NID(Normally, Independently, Distributed with mean of zero and common variance)라고도 약칭한다.

## 방법
등분산성을 검정하기 위한 방법으로는 바틀렛 검정(Bartlett's test)으로 알려진 바틀렛 박스플롯(boxplot) 등분산검정이나 레빈 검정(Levene's test)으로 불리는 등분산검정을 활용한다.

## 동분산성
동분산성(同分散性)은 통계학에서 모수(母數) 추정치의 통계량들이 동일한 분산을 갖는 성질이다. 고전적 회귀 모형이나 T 테스트 등에서 오차 항에 대한 기본적인 가정으로 평균이 0이고, 분산이 모든 관찰값에 대하여 같은 값을 갖는다고 가정한다.

## 같이 보기
- 편의 추정량
- 다중 비교
- 가설 검증

## 참고 문헌
- 실험설계와 분석, 성내경 저[쪽 번호 필요]
- (행동과학 연구를 위한 기초통계학,최윤영,조경철 도서출판 신정 2019 ISBN97889-5912-4800-93310)http://book.interpark.com/product/BookDisplay.do?_method=detail&sc.shopNo=0000400000&sc.saNo=001&sc.prdNo=301799331%5B깨진+링크(과거+내용+찾기)%5D